# 黑子赤瓟
黑子赤瓟（学名：Thladiantha villosula var. nigrita）为葫芦科赤瓟属下的一个变种。

## 扩展阅读
- 維基物種上的相關：黑子赤瓟